# سادات‌محله (دماوند)
سادات محله، روستایی است در دهستان آبعلی از توابع بخش رودهن واقع در شهرستان دماوند در استان تهران ایران است. حدود دو سوم جمعیت این روستا را سادات تشکیل می‌دهند که از همین رو اسم این روستا را سادات محله نام نهادند. از مکان‌های معروف این روستا می‌توان به تکیه آن و مقبره امامزاده ابراهیم اشاره نمود. همچنین سادات محله دارای بیشترین تعداد کارمند در کارخانه دوغ آبعلی است. این روستا دارای دو مدرسه است که یکی از آن‌ها دخترانه و دیگری مدرسه پسرانه آبعلی به نام میر یعقوبی است. پس از آنکه تب خرید خانه‌های ییلاقی در بین پایتخت نشینان شدت گرفت، این روستا به دلیل نزدیک بودنش به تهران بسیار مورد توجه واقع شد، تا جایی که قیمت ملک در این روستا به‌طور فزاینده ای بالا رفت. در گذشته پیش‌شماره تلفن این روستا ۰۲۲۱ بود که پس از گسترش شهر تهران پیش‌شماره سادات محله نیز به ۰۲۱ تغییر پیدا نمود. شماره تلفن‌های اهالی این روستا با عدد ۷۶۵۰ آغاز می‌گردد. همچنین مراسم محرم و همچنین شیوه پخت نذری‌ها در حسنیه از دیگر جاذبه‌های این روستای زیباست.

## مردم

### جمعیت
این روستا در دهستان آبعلی قرار دارد و در سال ۱۳۸۵ براساس سرشماری عمومی نفوس و مسکن، جمعیت آن ۱۳۹۶ نفر (۳۸۰خانوار) بوده‌است.

### زبان
مردم این روستا از قومیت طبری هستند و به زبان طبری دماوندی که گویشی از زبان مازندرانی می‌باشد صحبت می‌کنند.

## مطالب وابسته
- فهرست روستاهای شهرستان دماوند
- فهرست روستاهای ایران
- رودهن